# Boissières (Lot)
Pour les articles homonymes, voir Boissières.
Boissières est une commune française, située dans l'ouest du département du Lot en région Occitanie.
Elle est également dans la Bouriane, une région naturelle sablonneuse et collinaire couverte de forêt avec comme essence principale des châtaigniers.
Exposée à un climat océanique altéré, elle est drainée par le Vert, le ruisseau de Calamane, le ruisseau de Rouby et par divers autres petits cours d'eau. La commune possède un patrimoine naturel remarquable composé de deux zones naturelles d'intérêt écologique, faunistique et floristique.
Boissières est une commune rurale qui compte 388 habitants en 2022, après avoir connu une forte hausse de la population depuis 1968.  Elle fait partie de l'aire d'attraction de Cahors. Ses habitants sont appelés les Boissiériens ou  Boissiériennes.

## Géographie
Commune de l'aire urbaine de Cahors située dans le Quercy.

### Communes limitrophes
Les communes limitrophes sont  Calamane, Catus, Gigouzac, Maxou, Nuzéjouls et Saint-Denis-Catus.
|           | Saint-Denis-Catus | Gigouzac |
| Catus     | Boissières        | Maxou    |
| Nuzéjouls | Calamane          |          |

### Climat
Pour des articles plus généraux, voir Climat de l'Occitanie et Climat du Lot.
En 2010, le climat de la commune est de type climat océanique altéré, selon une étude s'appuyant sur une série de données couvrant la période 1971-2000. En 2020, Météo-France publie une typologie des climats de la France métropolitaine dans laquelle la commune est toujours exposée à un climat océanique altéré et est dans une zone de transition entre les régions climatiques « Aquitaine, Gascogne » et « Ouest et nord-ouest du Massif Central ». La première est caractérisée par une pluviométrie abondante au printemps, modérée en automne, un faible ensoleillement au printemps, un été chaud (19,5 °C), des vents faibles, des brouillards fréquents en automne et en hiver et des orages fréquents en été (15 à 20 jours).  La seconde présente une pluviométrie annuelle de 900 à 1 500 mm, maximale en automne et en hiver.
Pour la période 1971-2000, la température annuelle moyenne est de 12,3 °C, avec une amplitude thermique annuelle de 15,6 °C. Le cumul annuel moyen de précipitations est de 867 mm, avec 11,7 jours de précipitations en janvier et 6,3 jours en juillet. Pour la période 1991-2020, la température moyenne annuelle observée sur la station météorologique la plus proche, située sur la commune d'Anglars-Juillac à 17 km à vol d'oiseau, est de 13,5 °C et le cumul annuel moyen de précipitations est de 822,6 mm,. Pour l'avenir, les paramètres climatiques de la commune estimés pour 2050 selon différents scénarios d’émission de gaz à effet de serre sont consultables sur un site dédié publié par Météo-France en novembre 2022.

### Milieux naturels et biodiversité
L’inventaire des zones naturelles d'intérêt écologique, faunistique et floristique (ZNIEFF) a pour objectif de réaliser une couverture des zones les plus intéressantes sur le plan écologique, essentiellement dans la perspective d’améliorer la connaissance du patrimoine naturel national et de fournir aux différents décideurs un outil d’aide à la prise en compte de l’environnement dans l’aménagement du territoire.
Une ZNIEFF de type 1 est recensée sur la commune :
le « bois des carrières » (313 ha), couvrant 4 communes du département et une ZNIEFF de type 2, : 
la « vallée du Vert » (4 238 ha), couvrant 17 communes du département.

Carte des ZNIEFF de type 1 et 2 à Boissières.
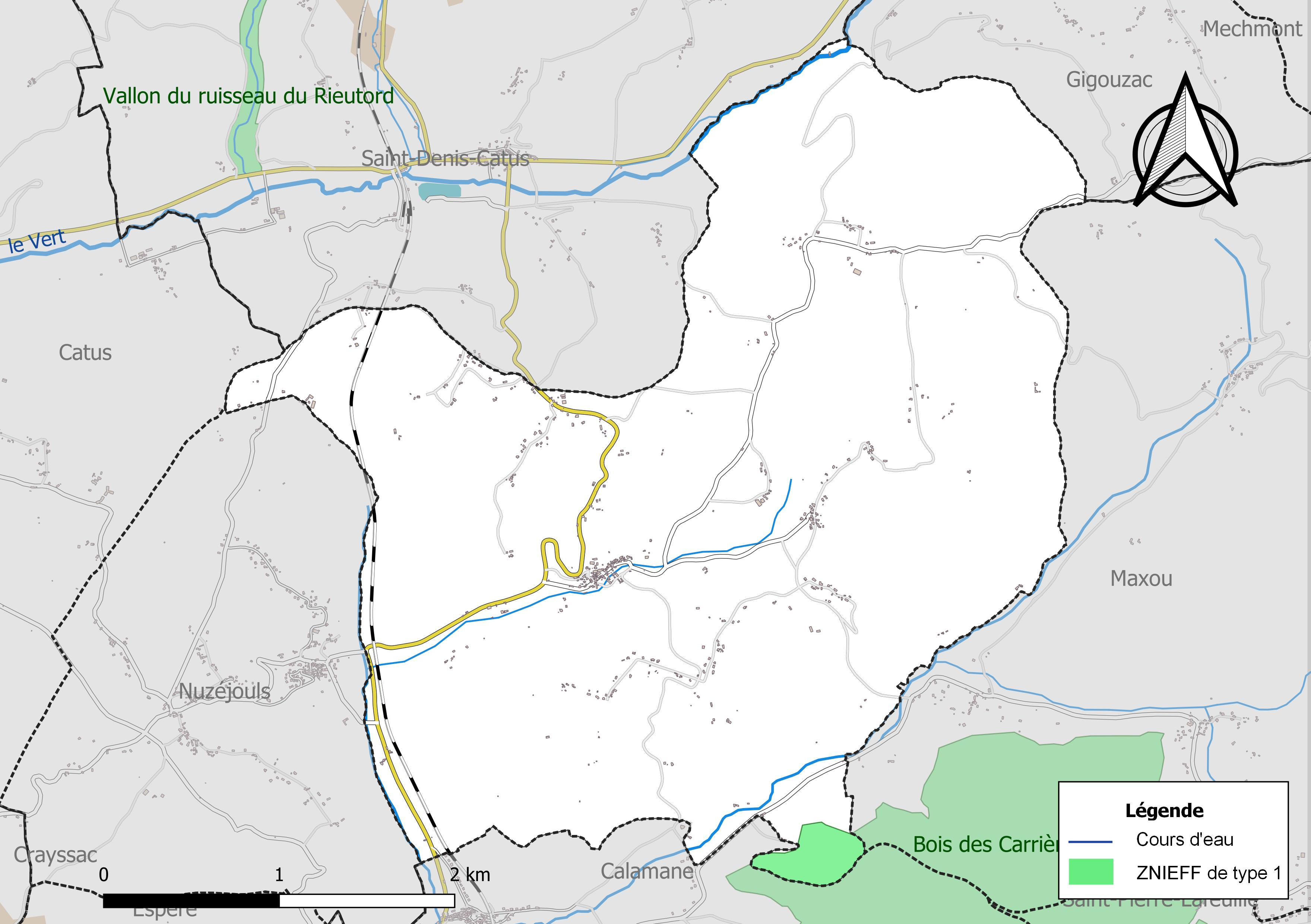
Carte de la ZNIEFF de type 1 sur la commune.
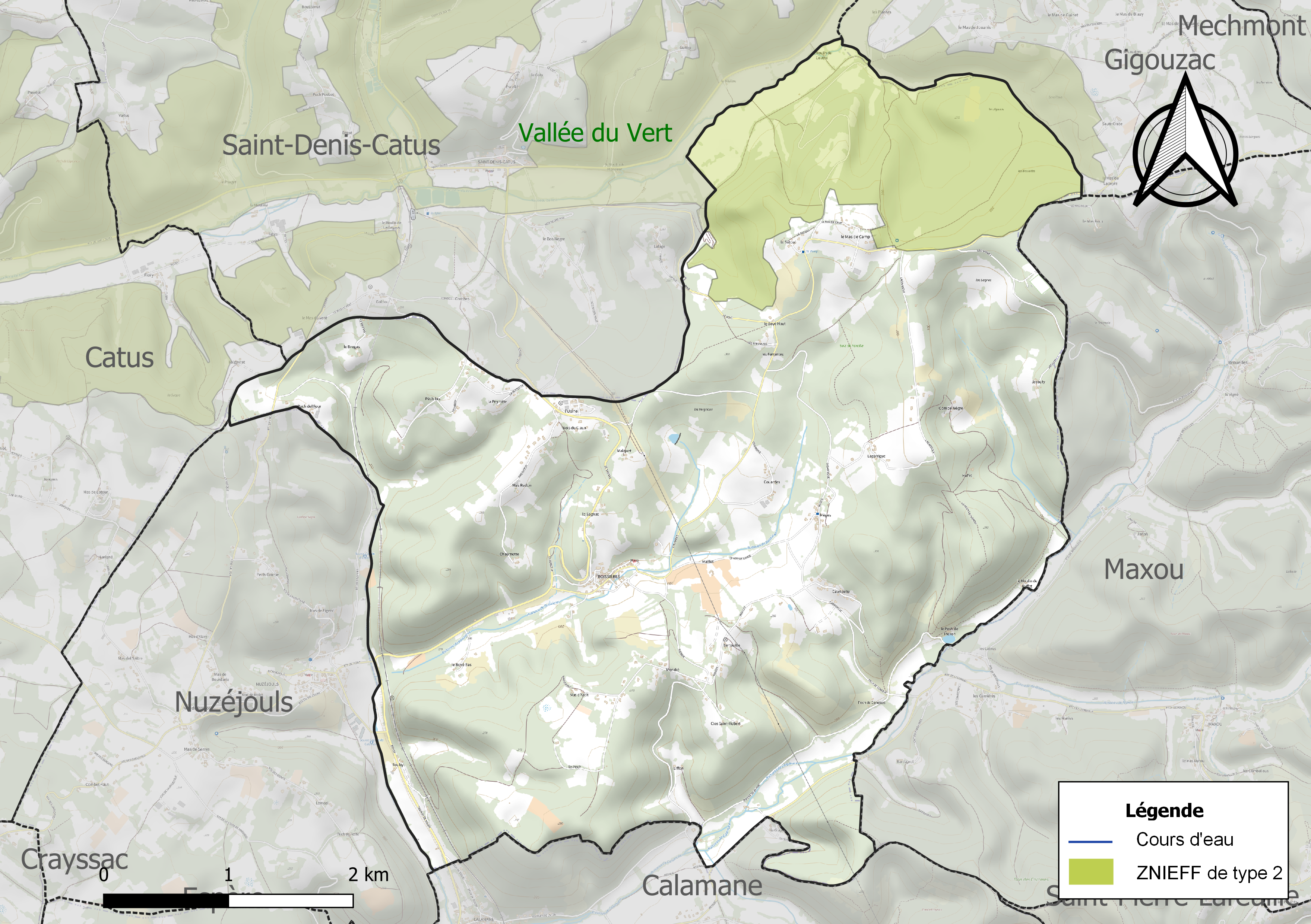
Carte de la ZNIEFF de type 2 sur la commune.

## Urbanisme

### Typologie
Au 1er janvier 2024, Boissières est catégorisée commune rurale à habitat dispersé, selon la nouvelle grille communale de densité à sept niveaux définie par l'Insee en 2022.
Elle est située hors unité urbaine. Par ailleurs la commune fait partie de l'aire d'attraction de Cahors, dont elle est une commune de la couronne,. Cette aire, qui regroupe 78 communes, est catégorisée dans les aires de 50 000 à moins de 200 000 habitants,.

### Occupation des sols
L'occupation des sols de la commune, telle qu'elle ressort de la base de données européenne d’occupation biophysique des sols Corine Land Cover (CLC), est marquée par l'importance des forêts et milieux semi-naturels (65,2 % en 2018), une proportion identique à celle de 1990 (65,2 %). La répartition détaillée en 2018 est la suivante : forêts (65 %), zones agricoles hétérogènes (30,4 %), prairies (4,4 %), milieux à végétation arbustive et/ou herbacée (0,2 %). L'évolution de l’occupation des sols de la commune et de ses infrastructures peut être observée sur les différentes représentations cartographiques du territoire : la carte de Cassini (XVIIIe siècle), la carte d'état-major (1820-1866) et les cartes ou photos aériennes de l'IGN pour la période actuelle (1950 à aujourd'hui).

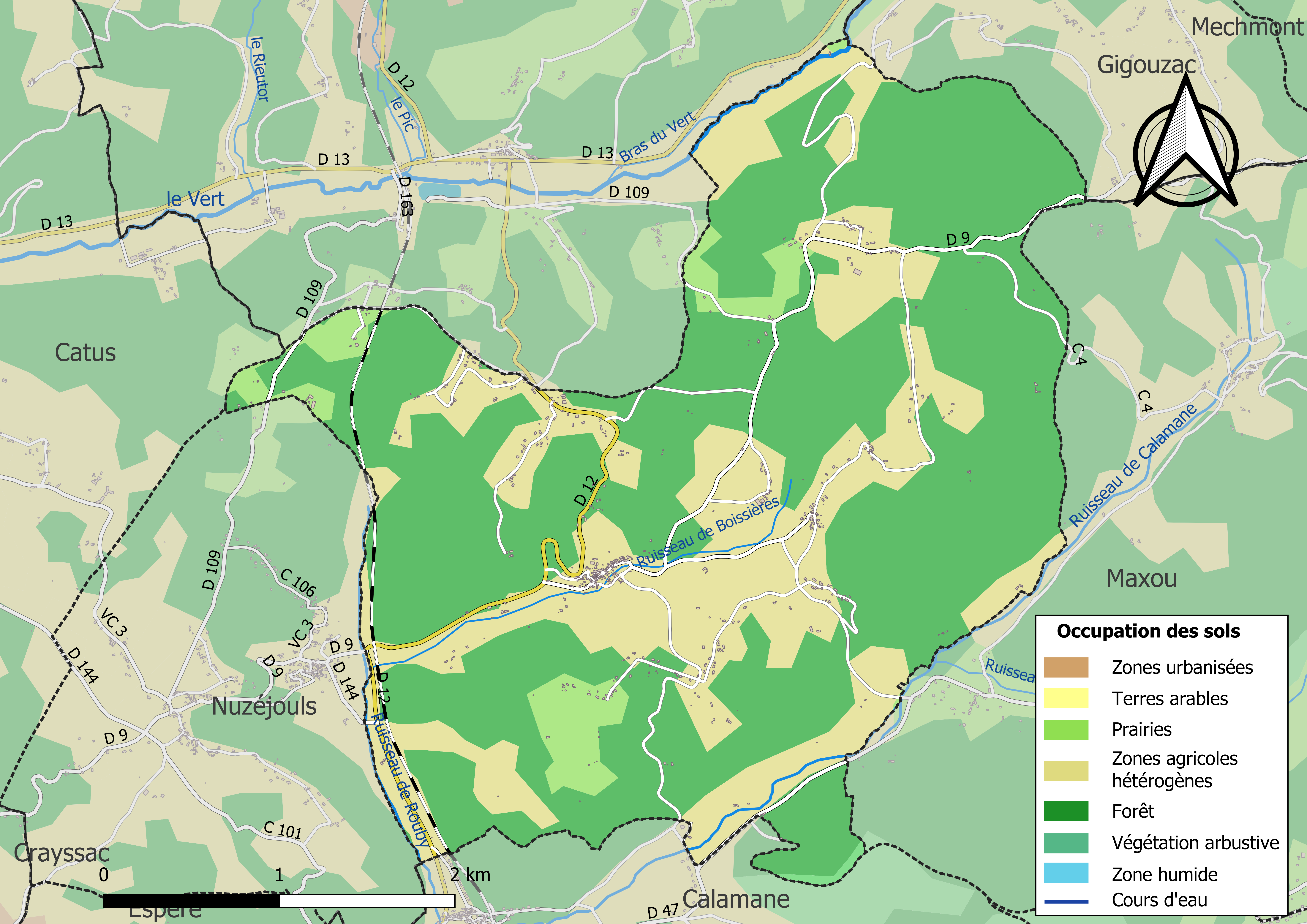
Carte des infrastructures et de l'occupation des sols de la commune en 2018 (CLC).

### Risques majeurs
Le territoire de la commune de Boissières est vulnérable à différents aléas naturels : météorologiques (tempête, orage, neige, grand froid, canicule ou sécheresse), inondations, feux de forêts, mouvements de terrains et séisme (sismicité très faible). Il est également exposé à un risque technologique,  le transport de matières dangereuses. Un site publié par le BRGM permet d'évaluer simplement et rapidement les risques d'un bien localisé soit par son adresse soit par le numéro de sa parcelle.

#### Risques naturels
Certaines parties du territoire communal sont susceptibles d’être affectées par le risque d’inondation par débordement de cours d'eau, notamment le Vert. La cartographie des zones inondables en ex-Midi-Pyrénées réalisée dans le cadre du XIe Contrat de plan État-région, visant à informer les citoyens et les décideurs sur le risque d’inondation, est accessible sur le site de la DREAL Occitanie. La commune a été reconnue en état de catastrophe naturelle au titre des dommages causés par les inondations et coulées de boue survenues en 1982, 1993, 1996, 1999 et 2010,.
Boissières est exposée au risque de feu de forêt. Un plan départemental de protection des forêts contre les incendies a été approuvé par arrêté préfectoral le 30 novembre 2015 pour la période 2015-2025. Les propriétaires doivent ainsi couper les broussailles, les arbustes et les branches basses sur une profondeur de 50 mètres, aux abords des constructions, chantiers, travaux et installations de toute nature, situées à moins de 200 mètres de terrains en nature
de bois, forêts, plantations, reboisements, landes ou friches. Le brûlage des déchets issus de l’entretien des parcs et jardins des ménages et des collectivités est interdit. L'écobuage est également interdit, ainsi que les feux de type méchouis et barbecues, à l'exception de ceux prévus dans des installations fixes (non situées sous couvert d'arbres) constituant une dépendance d'habitation.

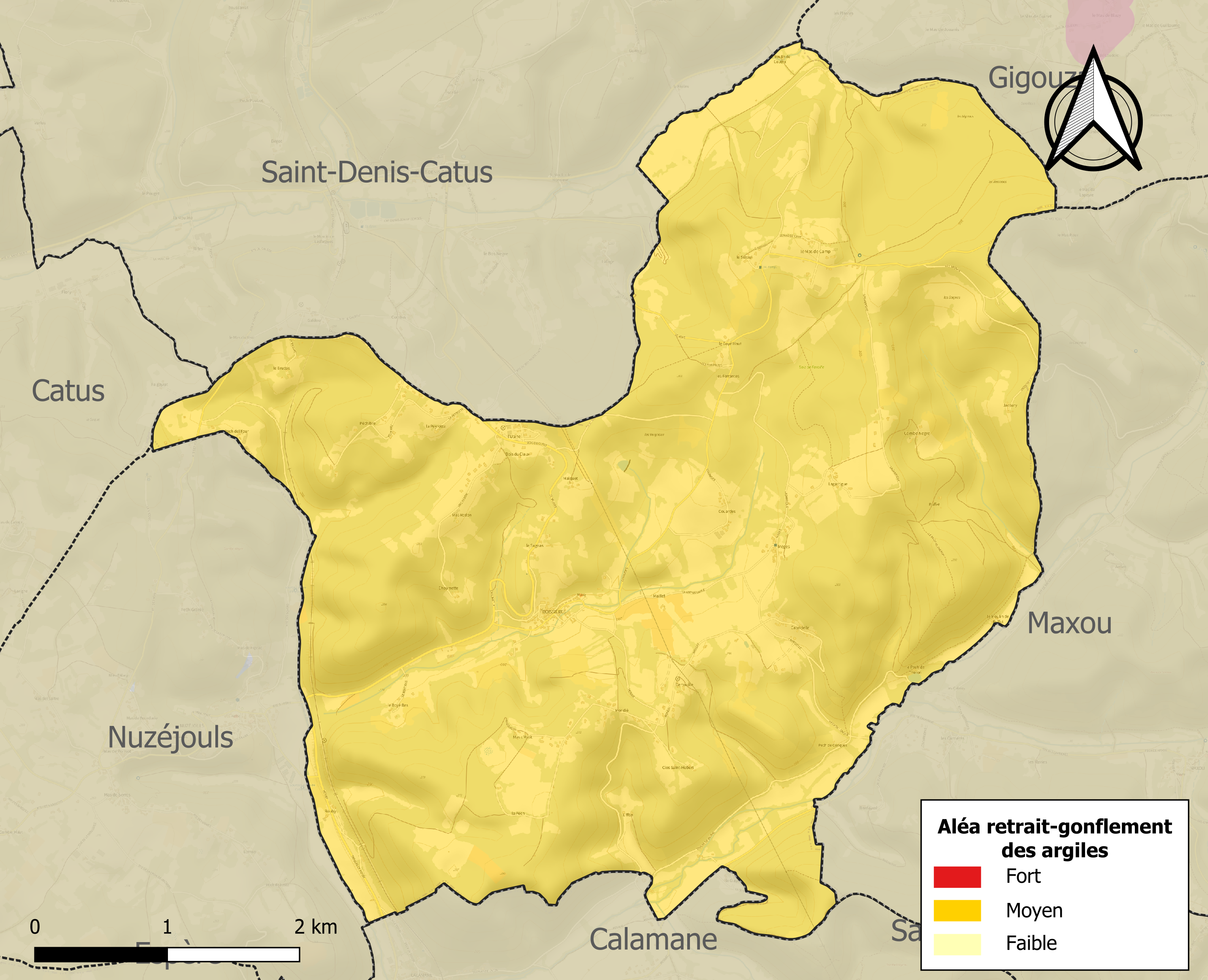
Carte des zones d'aléa retrait-gonflement des sols argileux de Boissières.

Les mouvements de terrains susceptibles de se produire sur la commune sont des affaissements et effondrements liés aux cavités souterraines (hors mines), des éboulements, chutes de pierres et de blocs, des glissements de terrain et des tassements différentiels. Par ailleurs, afin de mieux appréhender le risque d’affaissement de terrain, l'inventaire national des cavités souterraines permet de localiser celles situées sur la commune.
Le retrait-gonflement des sols argileux est susceptible d'engendrer des dommages importants aux bâtiments en cas d’alternance de périodes de sécheresse et de pluie. La totalité de la commune est en aléa moyen ou fort (67,7 % au niveau départemental et 48,5 % au niveau national). Sur les 237 bâtiments dénombrés sur la commune en 2019, 237 sont en aléa moyen ou fort, soit 100 %, à comparer aux 72 % au niveau départemental et 54 % au niveau national. Une cartographie de l'exposition du territoire national au retrait gonflement des sols argileux est disponible sur le site du BRGM,.
Par ailleurs, afin de mieux appréhender le risque d'affaissement de terrain, l'inventaire national des cavités souterraines permet de localiser celles situées sur la commune.
Concernant les mouvements de terrains, la commune a été reconnue en état de catastrophe naturelle au titre des dommages causés par la sécheresse en 2019 et par des mouvements de terrain en 1999.

#### Risques technologiques
Le risque de transport de matières dangereuses sur la commune est lié à sa traversée par une infrastructure ferroviaire. Un accident se produisant sur une telle infrastructure est susceptible d'avoir des effets graves sur les biens, les personnes ou l'environnement, selon la nature du matériau transporté. Des dispositions d’urbanisme peuvent être préconisées en conséquence.

## Toponymie
Le toponyme Boissières (en occitan Boissièras) caractérise un lieu planté de buis. Le nom latin buxus aurait donné Buxeria puis Boissières.

## Héraldique
| Blason de Boissières | Blason  | D'azur à la bande d'or chargée d'un rameau de buis au naturel, accompagnée en chef d'un château de trois tours couvertes et pavillonnées, d'argent et en pointe d'une croix cléchée et pommetée de douze pièces d'or, remplie de gueules; le tout enfermé dans une bordure réduite du même. |
| Blason de Boissières | Détails | Le statut officiel du blason reste à déterminer. |

## Politique et administration
| Période                                  | Période  | Identité             | Étiquette | Qualité |
| ---------------------------------------- | -------- | -------------------- | --------- | ------- |
| 1791                                     | 1801     | Jean Viquier         |           |         |
| 1801                                     | 1818     | Jean Calvet          |           |         |
| 1818                                     | 1834     | Joseph Vezio         |           |         |
| 1834                                     | 1835     | Baptiste Calmon      |           |         |
| 1835                                     | 1848     | Joseph Bris          |           |         |
| 1848                                     | 1883     | Jean-baptiste Bris   |           |         |
| 1883                                     | 1892     | Guillaume Miquel     |           |         |
| 1892                                     | 1912     | Alain Bernard Cuniac |           |         |
| 1912                                     | 1919     | Antoine Ruayres      |           |         |
| 1919                                     | 1927     | Firmin Lafon         |           |         |
| 1927                                     | 1935     | Cyprien Bousquet     |           |         |
| 1935                                     | 1942     | Ludovic Mangieu      |           |         |
| 1942                                     | 1942     | Elie Garrigou        |           |         |
| 1942                                     | 1944     | Raymond Cuniac       |           |         |
| 1944                                     | 1945     | Pierre Lafond        |           |         |
| 1945                                     | 1953     | Maurice Lafon        |           |         |
| 1953                                     | 1979     | Raymond Joseph       |           |         |
| 1979                                     | 2001     | Michel Aymard        |           |         |
| 2001                                     | 2008     | Germinal Gascon      |           |         |
| mars 2008                                | En cours | Thierry Plantade     |           |         |
| Les données manquantes sont à compléter. |          |                      |           |         |

## Démographie
L'évolution du nombre d'habitants est connue à travers les recensements de la population effectués dans la commune depuis 1793. Pour les communes de moins de 10 000 habitants, une enquête de recensement portant sur toute la population est réalisée tous les cinq ans, les populations de référence des années intermédiaires étant quant à elles estimées par interpolation ou extrapolation. Pour la commune, le premier recensement exhaustif entrant dans le cadre du nouveau dispositif a été réalisé en 2008.

En 2022, la commune comptait 388 habitants, en évolution de −1,77 % par rapport à 2016 (Lot : +1,31 %, France hors Mayotte : +2,11 %).
| 1793 | 1800 | 1806 | 1821 | 1831 | 1836 | 1841 | 1846 | 1851 |
| ---- | ---- | ---- | ---- | ---- | ---- | ---- | ---- | ---- |
| 666  | 663  | 687  | 691  | 696  | 703  | 715  | 642  | 647  |

| 1856 | 1861 | 1866 | 1872 | 1876 | 1881 | 1886 | 1891 | 1896 |
| ---- | ---- | ---- | ---- | ---- | ---- | ---- | ---- | ---- |
| 656  | 690  | 720  | 709  | 654  | 784  | 601  | 603  | 590  |

| 1901 | 1906 | 1911 | 1921 | 1926 | 1931 | 1936 | 1946 | 1954 |
| ---- | ---- | ---- | ---- | ---- | ---- | ---- | ---- | ---- |
| 552  | 523  | 501  | 337  | 358  | 316  | 307  | 282  | 230  |

| 1962 | 1968 | 1975 | 1982 | 1990 | 1999 | 2006 | 2008 | 2013 |
| ---- | ---- | ---- | ---- | ---- | ---- | ---- | ---- | ---- |
| 221  | 200  | 219  | 234  | 241  | 312  | 350  | 361  | 375  |

| 2018 | 2022 | - | - | - | - | - | - | - |
| ---- | ---- | - | - | - | - | - | - | - |
| 400  | 388  | - | - | - | - | - | - | - |

## Économie

### Revenus
En 2018, la commune compte 164 ménages fiscaux, regroupant 362 personnes. La médiane du revenu disponible par unité de consommation est de 22 240 € (20 740 € dans le département).

### Emploi
|                | 2008  | 2013   | 2018  |
| -------------- | ----- | ------ | ----- |
| Commune        | 7,9 % | 10,4 % | 6,3 % |
| Département    | 7,3 % | 8,9 %  | 9,6 % |
| France entière | 8,3 % | 10 %   | 10 %  |

En 2018, la population âgée de 15 à 64 ans s'élève à 240 personnes, parmi lesquelles on compte 72,9 % d'actifs (66,7 % ayant un emploi et 6,3 % de chômeurs) et 27,1 % d'inactifs,. En  2018, le taux de chômage communal (au sens du recensement) des 15-64 ans est inférieur à celui de la France et département, alors qu'en 2008 il était supérieur à celui du département et inférieur à celui de la France.
La commune fait partie de la couronne de l'aire d'attraction de Cahors, du fait qu'au moins 15 % des actifs travaillent dans le pôle,. Elle compte 46 emplois en 2018, contre 44 en 2013 et 44 en 2008. Le nombre d'actifs ayant un emploi résidant dans la commune est de 163, soit un indicateur de concentration d'emploi de 28,3 % et un taux d'activité parmi les 15 ans ou plus de 52,8 %.
Sur ces 163 actifs de 15 ans ou plus ayant un emploi, 23 travaillent dans la commune, soit 14 % des habitants. Pour se rendre au travail, 91,4 % des habitants utilisent un véhicule personnel ou de fonction à quatre roues, 1,2 % les transports en commun, 1,8 % s'y rendent en deux-roues, à vélo ou à pied et 5,5 % n'ont pas besoin de transport (travail au domicile).

### Activités hors agriculture
30 établissements sont implantés  à Boissières au 31 décembre 2019.
Le secteur de la construction est prépondérant sur la commune puisqu'il représente 33,3 % du nombre total d'établissements de la commune (10 sur les 30 entreprises implantées  à Boissières), contre 13,9 % au niveau départemental.

### Agriculture
|               | 1988 | 2000 | 2010 | 2020 |
| ------------- | ---- | ---- | ---- | ---- |
| Exploitations | 18   | 17   | 7    | 3    |
| SAU (ha)      | 202  | 224  | 151  | 92   |

La commune est dans les Causses », une petite région agricole occupant une grande partie centrale du département du Lot. En 2020, l'orientation technico-économique de l'agriculture  sur la commune est la polyculture et/ou le polyélevage. Trois exploitations agricoles ayant leur siège dans la commune sont dénombrées lors du recensement agricole de 2020 (18 en 1988). La superficie agricole utilisée est de 92 ha,,.

## Culture locale et patrimoine

### Lieux et monuments
- Pont de Nuzéjouls : 22 otages, arrêtés à Gourdon le 28 juin 1944, furent fusillés le 30 juin 1944[31],[32].
- Église Saint-Grégoire de Boissières. L'édifice est référencé dans la base Mérimée et à l'Inventaire général Région Occitanie[33].
- Briqueterie de Boissières, ancienne usine de tuilerie-briqueterie.

### Personnalités liées à la commune
- Noël Poujade (25 décembre 1899 - 30 juin 1944) : né à Montfaucon, premier maire de Séniergues, organisateur de la résistance dans la région de Gourdon, fusillé par les Allemands à Boissières[31],[32].

#### Site de l'Insee
1. ↑  « La grille communale de densité », sur le site de l'Insee, 28 mai 2024 (consulté le 28 juin 2024).
2. 1 2  Insee, « Métadonnées de la commune de Boissières ».
3. ↑  « Liste des communes composant l'aire d'attraction de Cahors », sur le site de l'Insee (consulté le 28 juin 2024).
4. ↑  Marie-Pierre de Bellefon, Pascal Eusebio, Jocelyn Forest, Olivier Pégaz-Blanc et Raymond Warnod (Insee), « En France, neuf personnes sur dix vivent dans l’aire d’attraction d’une ville », sur le site de l'Insee, 21 octobre 2020 (consulté le 28 juin 2024).
5. ↑  « REV T1 - Ménages fiscaux de l'année 2018 à Boissières » (consulté le 5 février 2022).
6. ↑  « REV T1 - Ménages fiscaux de l'année 2018 dans le Lot » (consulté le 5 février 2022).
7. 1 2  « Emp T1 - Population de 15 à 64 ans par type d'activité en 2018 à Boissières » (consulté le 5 février 2022).
8. ↑  « Emp T1 - Population de 15 à 64 ans par type d'activité en 2018 dans le Lot » (consulté le 5 février 2022).
9. ↑  « Emp T1 - Population de 15 à 64 ans par type d'activité en 2018 dans la France entière » (consulté le 5 février 2022).
10. ↑  « Base des aires d'attraction des villes 2020 », sur site de l'Insee (consulté le 10 avril 2021).
11. ↑  « Emp T5 - Emploi et activité en 2018 à Boissières » (consulté le 5 février 2022).
12. ↑  « ACT T4 - Lieu de travail des actifs de 15 ans ou plus ayant un emploi qui résident dans la commune en 2018 » (consulté le 5 février 2022).
13. ↑  « ACT G2 - Part des moyens de transport utilisés pour se rendre au travail en 2018 » (consulté le 5 février 2022).
14. ↑  « DEN T5 - Nombre d'établissements par secteur d'activité au 31 décembre 2019 à Boissières » (consulté le 14 février 2022).
15. ↑  « DEN T5 - Nombre d'établissements par secteur d'activité au 31 décembre 2019 dans le Lot » (consulté le 14 février 2022).

#### Autres sources
1. ↑  Carte IGN sous Géoportail
2. 1 2  Daniel Joly, Thierry Brossard, Hervé Cardot, Jean Cavailhes, Mohamed Hilal et Pierre Wavresky, « Les types de climats en France, une construction spatiale », Cybergéo, revue européenne de géographie - European Journal of Geography, no 501,‎ 18 juin 2010 (DOI 10.4000/cybergeo.23155, lire en ligne, consulté le 14 novembre 2023)
3. ↑  « Zonages climatiques en France métropolitaine. », sur pluiesextremes.meteo.fr (consulté le 14 novembre 2023).
4. ↑  « Orthodromie entre Boissières et Anglars-Juillac », sur fr.distance.to (consulté le 14 novembre 2023).
5. ↑  « Station Météo-France « Anglars » (commune d'Anglars-Juillac) - fiche climatologique - période 1991-2020 », sur donneespubliques.meteofrance.fr (consulté le 14 novembre 2023).
6. ↑  « Station Météo-France « Anglars » (commune d'Anglars-Juillac) - fiche de métadonnées. », sur donneespubliques.meteofrance.fr (consulté le 14 novembre 2023).
7. ↑  « Climadiag Commune : diagnostiquez les enjeux climatiques de votre collectivité. », sur meteofrance.fr, novembre 2022 (consulté le 14 novembre 2023).
8. 1 2  « Liste des ZNIEFF de la commune de Boissières », sur le site de l'Inventaire national du patrimoine naturel (consulté le 2 septembre 2021).
9. ↑  « ZNIEFF le « bois des carrières » - fiche descriptive », sur le site de l'inventaire national du patrimoine naturel (consulté le 2 septembre 2021).
10. ↑  « ZNIEFF la « vallée du Vert » - fiche descriptive », sur le site de l'inventaire national du patrimoine naturel (consulté le 2 septembre 2021).
11. ↑  « CORINE Land Cover (CLC) - Répartition des superficies en 15 postes d'occupation des sols (métropole). », sur le site des données et études statistiques du ministère de la Transition écologique. (consulté le 14 avril 2021).
12. 1 2 3  « Les risques près de chez moi - commune de Boissières », sur Géorisques (consulté le 17 octobre 2022).
13. ↑  BRGM, « Évaluez simplement et rapidement les risques de votre bien », sur Géorisques (consulté le 13 septembre 2022).
14. ↑  DREAL Occitanie, « CIZI », sur occitanie.developpement-durable.gouv.fr (consulté le 13 septembre 2022).
15. ↑  « Dossier départemental des risques majeurs dans le Lot »(Archive.org • Wikiwix • Archive.is • Google • Que faire ?), sur lot.gouv.fr (consulté le 13 septembre 2022), partie 1 -  chapitre Risque inondation.
16. ↑  « Dossier départemental des risques majeurs dans le Lot »(Archive.org • Wikiwix • Archive.is • Google • Que faire ?), sur lot.gouv.fr (consulté le 13 septembre 2022).
17. ↑  « Dossier départemental des risques majeurs dans le Lot »(Archive.org • Wikiwix • Archive.is • Google • Que faire ?), sur lot.gouv.fr (consulté le 13 septembre 2022), chapitre Mouvements de terrain.
18. 1 2  « Liste des cavités souterraines localisées sur la commune de Boissières », sur georisques.gouv.fr (consulté le 13 septembre 2022).
19. ↑  « Retrait-gonflement des argiles », sur le site de l'observatoire national des risques naturels (consulté le 13 septembre 2022).
20. ↑  « Dossier départemental des risques majeurs dans le Lot »(Archive.org • Wikiwix • Archive.is • Google • Que faire ?), sur lot.gouv.fr (consulté le 13 septembre 2022), chapitre Risque transport de matières dangereuses.
21. ↑  Gaston Bazalgues, À la découverte des noms de lieux du Quercy : Toponymie lotoise, Gourdon, Éditions de la Bouriane et du Quercy, juin 2002, 127 p. (ISBN 2-910540-16-2), p. 78, 107.
22. ↑  Armorial de France
23. ↑  « Les maires de Boissières », sur Site francegenweb, 19 février 2011 (consulté le 31 juillet 2016).
24. ↑  L'organisation du recensement, sur insee.fr.
25. ↑  Calendrier départemental des recensements, sur insee.fr.
26. ↑  Des villages de Cassini aux communes d'aujourd'hui sur le site de l'École des hautes études en sciences sociales.
27. ↑  Fiches Insee - Populations de référence de la commune pour les années 2006, 2007, 2008, 2009, 2010, 2011, 2012, 2013, 2014, 2015, 2016, 2017, 2018, 2019, 2020, 2021 et 2022.
28. ↑  « Les régions agricoles (RA), petites régions agricoles(PRA) - Année de référence : 2017 », sur agreste.agriculture.gouv.fr (consulté le 14 février 2022).
29. ↑  Présentation des premiers résultats du recensement agricole 2020, Ministère de l’agriculture et de l’alimentation, 10 décembre 2021
30. ↑  « Fiche de recensement agricole - Exploitations ayant leur siège dans la commune de Boissières - Données générales », sur recensement-agricole.agriculture.gouv.fr (consulté le 14 février 2022).
31. 1 2  « Quercy.net - Résistance en Quercy »(Archive.org • Wikiwix • Archive.is • Google • Que faire ?), sur quercy.net, Quercy.net (consulté le 4 novembre 2009).
32. 1 2  « Noël POUJADE », sur Memorialgenweb.org.
33. ↑  « Église paroissiale Saint-Grégoire », sur pop.culture.gouv.fr (consulté le 10 mai 2021).